# Норвуд (Луизијана)
Норвуд (енгл. Norwood) град је у америчкој савезној држави Луизијана.

## Демографија
По попису из 2010. године број становника је 322, што је 15 (-4,5%) становника мање него 2000. године.
| Група             | 2000.       | 2010.       |
| Белци             | 221 (65,6%) | 252 (78,3%) |
| Афроамериканци    | 112 (33,2%) | 68 (21,1%)  |
| Азијати           | 0 (0,0%)    | 0 (0,0%)    |
| Хиспаноамериканци | 3 (0,9%)    | 1 (0,3%)    |
| Укупно            | 337         | 322         |